# 庫巴霍韋
51°29′30″N 33°29′27″E / 51.49167°N 33.49083°E
庫巴霍韋（烏克蘭語：Кубахове）是位於烏克蘭東北部的村莊，由蘇梅州科諾托普區的克羅萊韋茨市鎮負責管轄。該村距離卡先科韋、奧特羅霍韋和扎布基涅1公里，海拔高度196米，2001年人口7。